# William McKell
Sir William John McKell (26 de setembro de 1891 – 11 de janeiro de 1985), conhecido como Bill McKell, foi um político australiano que atuou como 12º governador-geral da Austrália, no cargo de 1947 a 1953. Anteriormente, foi primeiro-ministro de Nova Gales do Sul de 1941 a 1947, como líder do Partido Trabalhista.